# Siglo V a. C.
El siglo V a. C. o siglo V a. e. c. (siglo quinto antes de la era común) comenzó el 1 de enero del 500  a. C. y terminó el 31 de diciembre del 401 a. C. En Occidente es llamado el «Siglo de Pericles».

## Acontecimientos relevantes

### Guerras y política
- Sin fecha exacta:

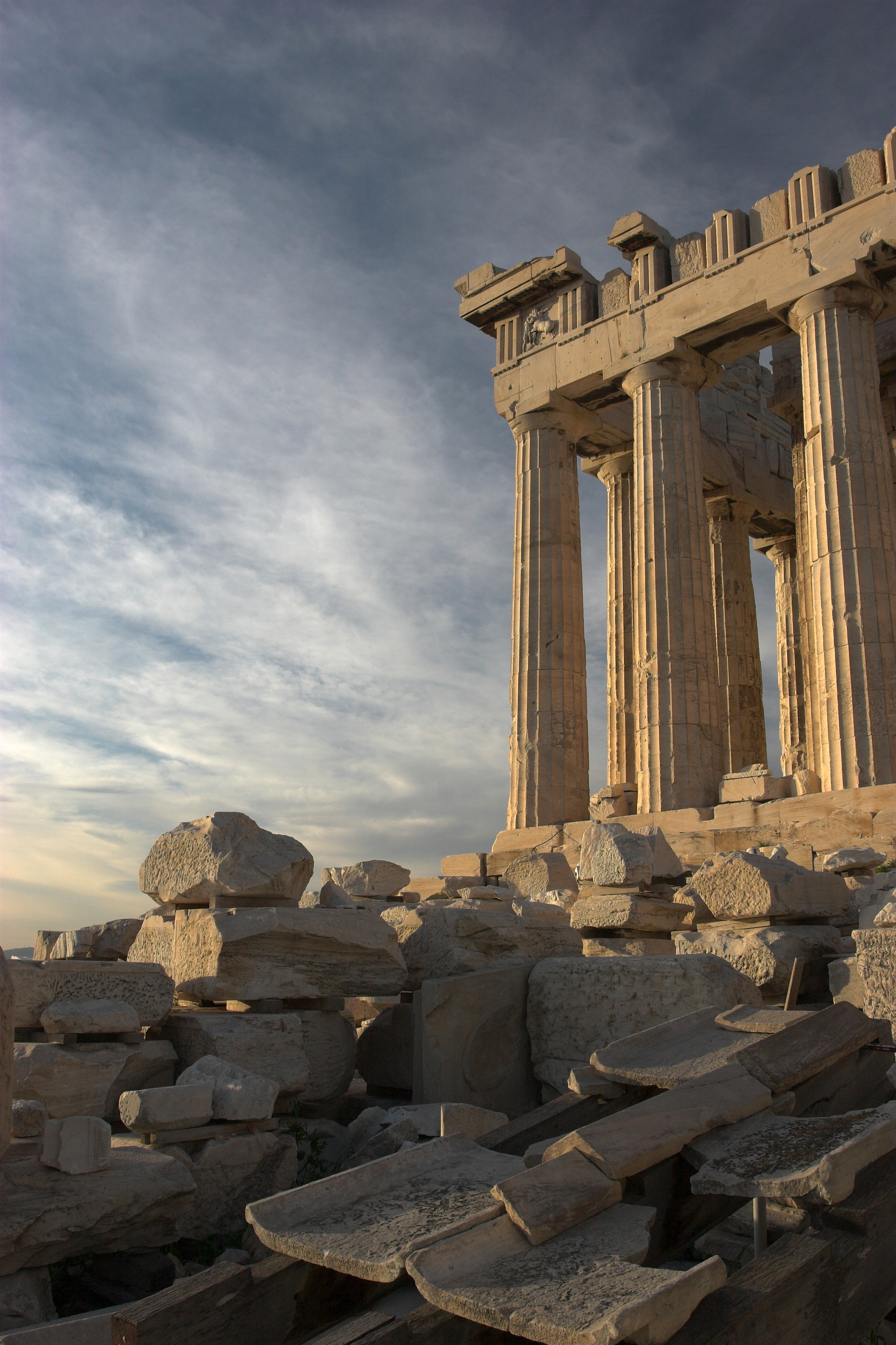
Partenón (Grecia).

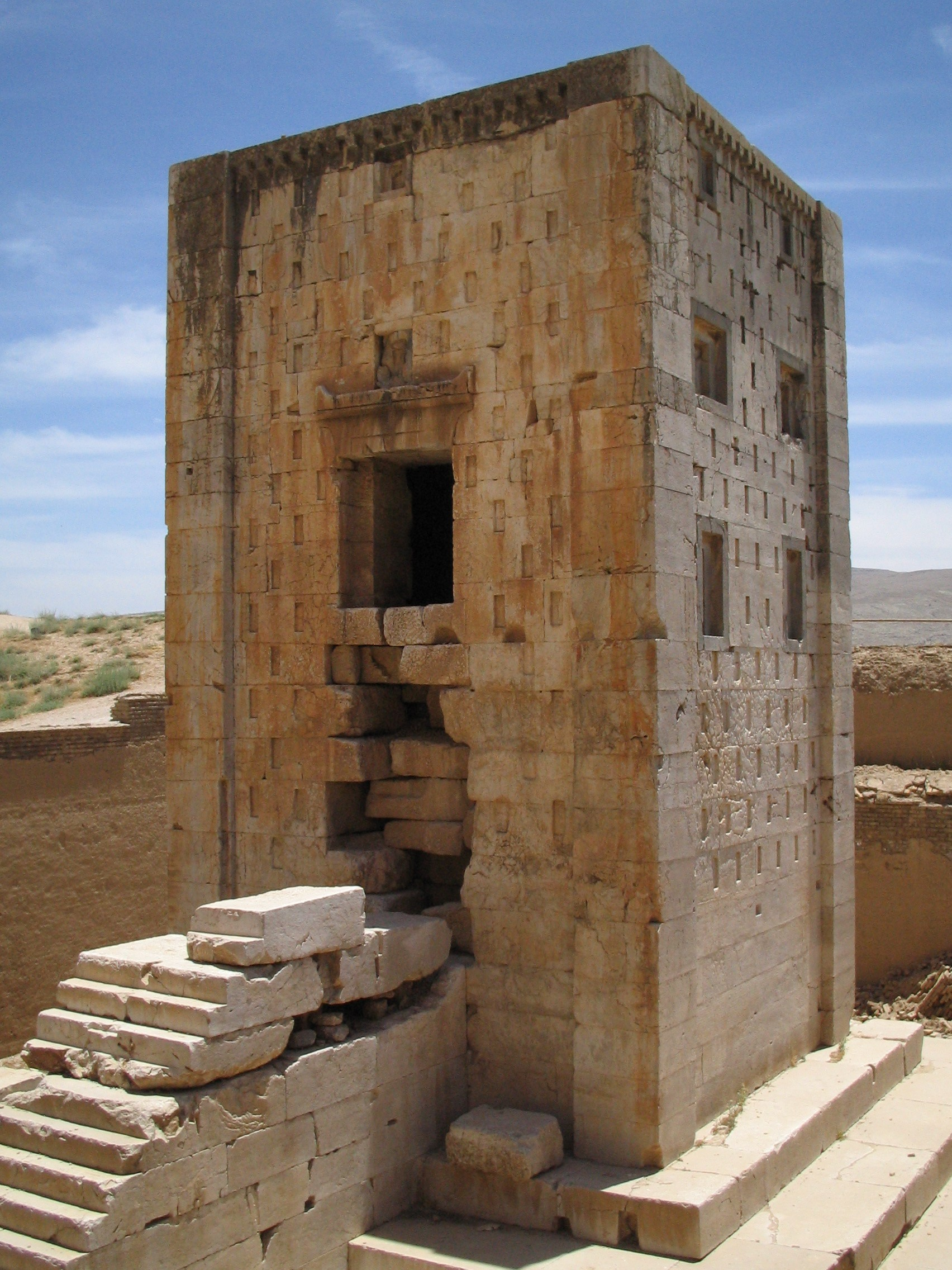
Nagsh-e-rostam (Irán).

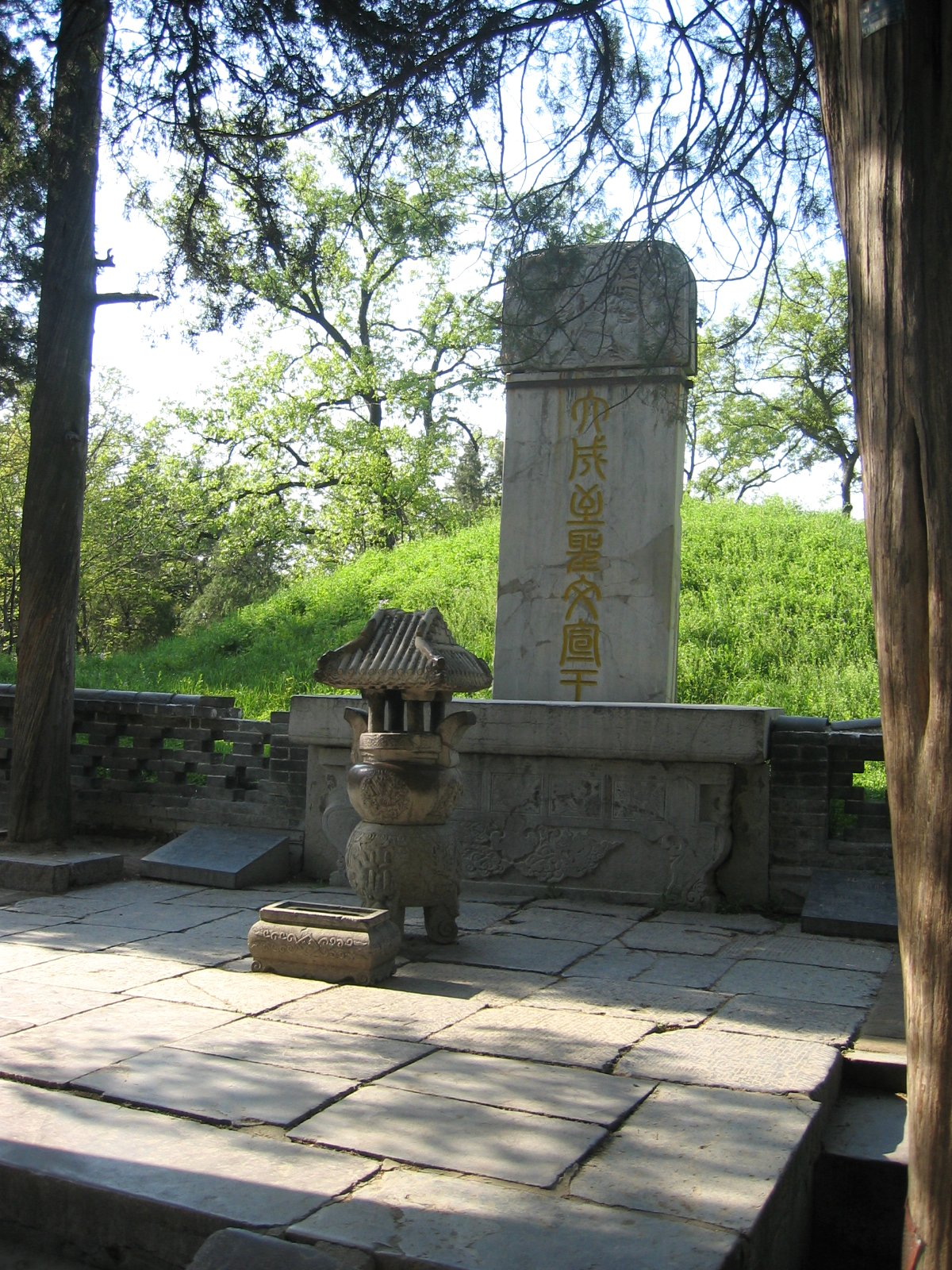
Tumba de Confucio (China).

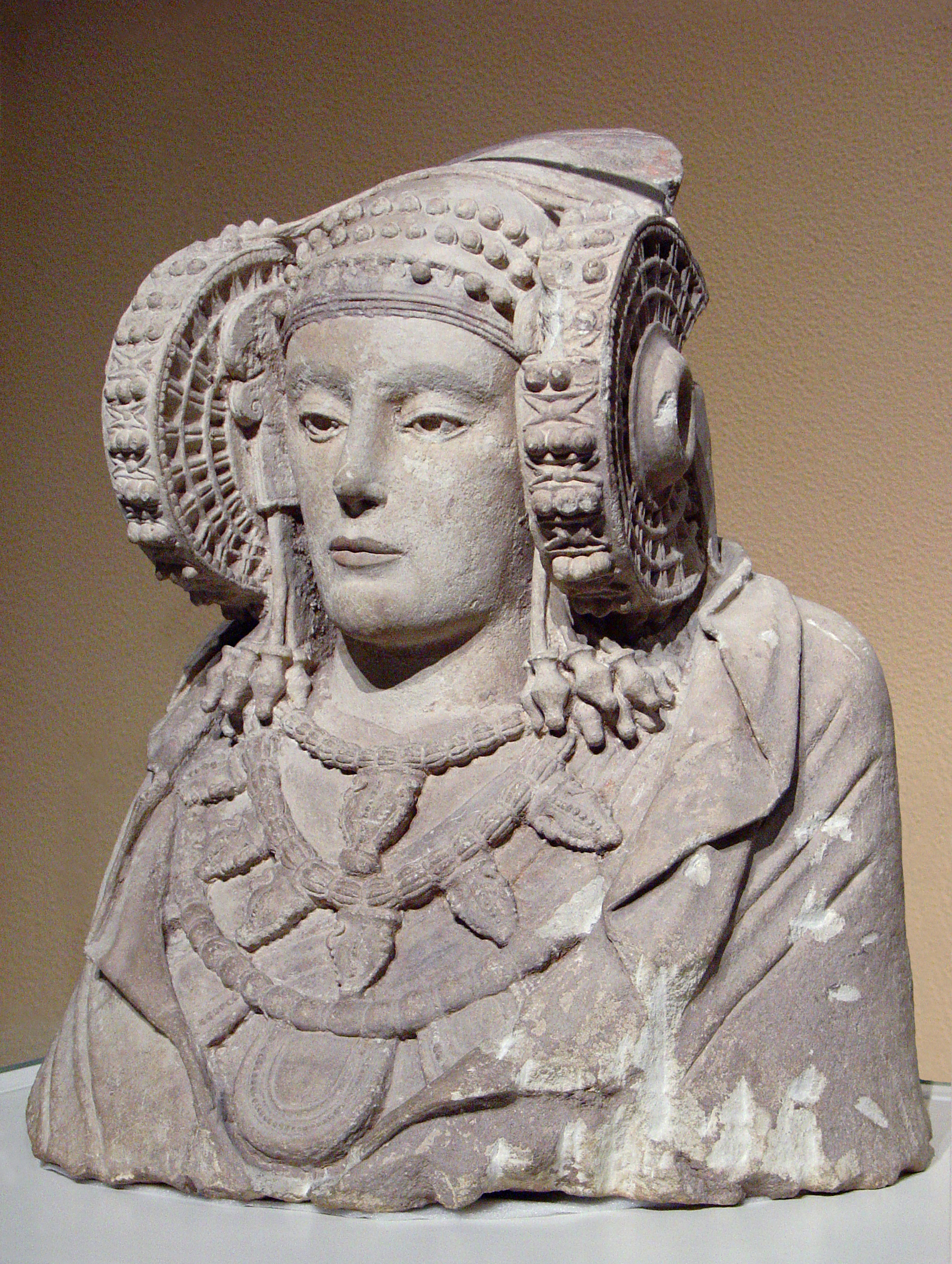
Dama de Elche (España).

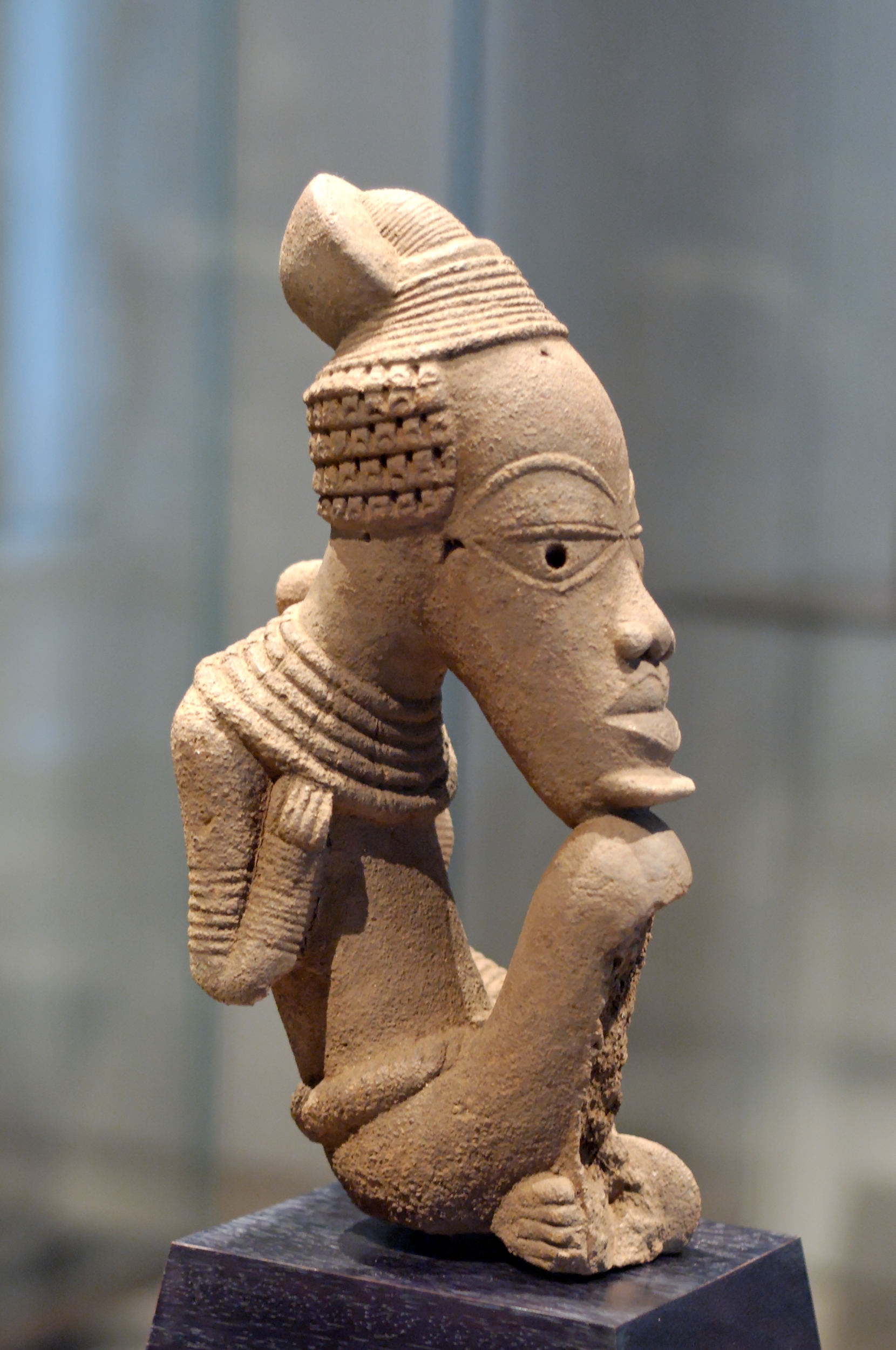
Escultura Nok (Nigeria).

  - En el norte de África continúa la expansión comercial y territorial de Cartago, que controla el Mediterráneo Occidental. En Italia choca frecuentemente con Etruria y las colonias griegas.
  - En India, el reino de Magadha se expande bajo el imperio de la dinastía Nanda.
  - En la península arábiga, el reino de Saba sigue siendo el más desarrollado y poderoso, controlando la Ruta del incienso pero surgen rivales: Ma'in, Qataban y Hadhramaut.
  - En los Valles Centrales de Oaxaca se funda la aldea de Monte Albán.
  - En Perú (Sudamérica) la cultura paracas (700-200 a. C.) ve acercarse el inicio de su etapa "paracas necrópolis", mientras que en el norte la cultura chavín (1200-200 a. C.) entra en la etapa final de su apogeo.
  - La península indochina va saliendo de la Edad del Bronce. En el norte de Vietnam florece aún en la tradición del bronce la cultura Dong Son, mientras en el sur se asientan pobladores de habla austronesia oriundos de Borneo. Los vínculos con Austronesia son constantes. En Camboya se encuentra el pueblo Mon-Jemer.
- 492 al 490 a. C.: La expansión persa sobre las ciudades griegas de Asia Menor induce las guerras médicas (o Persas). La primera comienza tras el desembarco de las fuerzas de Darío I en Atenas. El ateniense Milciades logra la victoria, en la batalla de Maratón.[1]
- 490 a 480 a. C.: guerras médicas en las que los griegos derrotan por dos veces (490 y 480 a. C.) a los persas en batallas como la de Maratón, Las Termópilas, Salamina o Platea. Tebas, aliada de los invasores persas, fue objeto de graves sanciones. Poderío marítimo de Atenas; gobierno de Pericles. A finales de siglo estalló la guerra del Peloponeso, entre Esparta y Atenas, que finaliza con la victoria de la primera de ellas.
- 475 a 250 a. C.: península ibérica: Fin del reino de Tartessos. De 475 a. C. a 250 a. C., apogeo de la cultura turdetana.[2]
- 475 a 221 a. C. En China gobierna aún la Dinastía Zhou pero comienza el período de los Reinos combatientes (475-221 a. C.).
- 463 a 456 a. C.: Los egipcios, con el liderazgo del príncipe libio Inaro, se rebelan en contra de la dominación persa. Reciben apoyo de Atenas, pero finalmente son derrotados por el ejército de Artajerjes, el nuevo soberano persa.[1]
- 450 a. C.: República romana: Marco Furio Camilo —como parte de su reforma de la legión y en guerra con la ciudad etrusca de Veyes— establece el stipendium (soldada). En 450 a. C., Ley de las XII Tablas.
- 431 a 404 a. C.: Entre estos años las ciudades hegemónicas de Atenas y Esparta se enfrentan en la guerra del Peloponeso que concluirá con el establecimiento de la hegemonía espartana sobre Grecia.[1]
- 415 a 413 a. C.: En el marco de la guerra del Peloponeso, Atenas interviene en Sicilia con la intención de someterla, pero los siracusanos, apoyados por Esparta, destruyen la flota y el ejército ateniense. Ante el desastroso final de esta expedición numerosas ciudades abandonan la Liga de Delos, con lo que se debilita más el poderío de Atenas.[1]
- 400 a 398 a. C.: Egipto se subleva al morir Darío II, dando fin a la primera ocupación persa ―Dinastía XXVII (400-398 a. C.) y Dinastía XXVIII de Egipto―.
- 400 a. C.: En México termina la cultura olmeca (1200-400 a. C.). Se acerca al final del llamado periodo preclásico mesoamericano (desde el 1500 a. C. hasta el 300 d. C.).

### Cultura
- Sin fecha exacta: 
  - A principios de siglo se erige el Templo de Afea en Egina.
  - El budismo se extiende por la India. Sus tesis básicas son: el origen del dolor está en el deseo, que ata al ser a las necesidades de la materia; para romper esta atadura debe lograrse el nirvana (extinción del dolor y liberación de la ley de causalidad).[1]
  - El teatro o género dramático nace en Grecia. Buscaba la reflexión del espectador sobre los problemas que atañen al ser humano. Sobresalieron autores como Esquilo, Sófocles y Eurípides.[1]
  - Esdras, escriba hebreo que participó en el retorno del exilio judío en Babilonia, compila los libros del Antiguo Testamento y cierra así el canon hebreo. Esto se concluye de algunas declaraciones de Josefo. Este canon no incluía los libros apócrifos.
  - Malaquías, profeta del Antiguo Testamento, escribe el libro que lleva su nombre y es considerado el último libro escrito del canon hebreo.
  - Realizan sus obras los escultores de la Grecia clásica: Mirón, Fidias y Policleto.
- Templo de Poseidón en Paestum (460 a. C.).
- Siglo V a IV a. C.: La Dama de Elche, busto íbero de piedra caliza, se data en los siglos V a IV a. C.
- 496 al 406 a. C.: Vida del dramaturgo Sófocles. Entre sus más de cien obras destacan: Edipo Rey, Electra, Áyax y Antígona. Introdujo un tercer actor en la escena y rompió con la moda de las trilogías, dando a cada obra una unidad dramática independiente.[1]
- 484 al 425 a. C.]]: Vida del viajero e historiador griego Heródoto, conocido como el "padre de la historia". Escribió una Historia, dividida en nueve libros en honor a las nueve musas.[1]
- 480 al 479 a. C.: Atenas y Esparta enfrentan en la segunda guerra médica al rey persa Jerjes (hijo de Darío I), que pasa el Helesponto (los Dardanelos) con más de 150.000 hombres, saquea Beocia y Ática y ocupa Atenas. Los griegos intentan detenerlos en el desfiladero de las Termópilas, donde mueren el rey Leonidas de Esparta y sus 1.400 hombres. Esto da tiempo a los griegos para reorganizar sus fuerzas y derrotar a los persas en la batalla naval de Salamina. Meses después, los griegos logran la victoria definitiva en Platea.[1]
- 480 al 406 a. C.: Vida del dramaturgo griego Eurípides. Sus temas recurrentes son las pasiones humanas, la exaltación de Atenas y la amargura del destino humano. Entre sus obras se destacan Medea, Hipólito, Electra y Las troyanas.[1]
- 470 al 400 a. C.: Vida de Tucídides. Escribe una Historia de las guerras del Peoloponeso (conflicto en el que participó), con la que alcanza la objetividad y espíritu crítico que le faltó a Heródoto.[1]
- 460 al 370 a. C.: Filosofía: Demócrito (460-370 a. C.), y Empédocles.
- 447 al 432 a. C.: El Partenón en Atenas (447-432 a. C.). El Erecteion.
- 447 al 432 a. C.: Se realiza, por encargo de Pericles, la construcción del Partenón (consagrado a Atenea, diosa de la sabiduría) bajo la dirección de los arquitectos Ictino y Calícrates y del escultor Fidias, que esculpió buena parte de los frontones y metopas.[1]
- 444 al 380 a. C.: Desarrollan su obra los griegos Aristófanes (444-380 a. C.), Sófocles y Eurípides.

## Personajes relevantes
- Alcibíades, prominente estadista, orador y general ateniense (h. 450-404 a. C.).
- Arístides “el Justo” (f. 467 a. C.), arconte y estratego, durante las guerras médicas.
- Aristófanes, dramaturgo griego (444-385 a. C.).
- Buda, religioso hindú (aprox. 560 a 480 a. C.).
- Cimón de Atenas, estratego y estadista (510-450 a. C.).
- Confucio, pensador chino 551-479 a. C.
- Demócrito, filósofo griego (h. 460-370 a. C.).
- Esdras (457-408 a. C.), periodo de 49 años para restaurar y edificar Jerusalén, Esdras conduce al pueblo judío del exilio por Decreto de Artajerjes I.
- Esquilo, dramaturgo griego (525-456).
- Euribíades, navarca que dirigió junto con Temístocles la flota griega en la batalla de Salamina.
- Eurípides, dramaturgo griego (480-406 a. C.).
- Heródoto, historiador y geógrafo griego (484-425 a. C.).
- Hipías (f. 490 a. C.), hijo de Pisístrato.
- Hipócrates, llamado «padre de la medicina» (siglo V-siglo IV a. C.).
- Leónidas I, rey de Esparta, héroe de la batalla de las Termópilas (f. 480 a. C.).
- Leotíquidas II, rey de Esparta, que al mando de la flota griega, venció a los persas en la batalla de Mícala (gobernó desde 491 a. C. hasta el 469 a. C.).
- Lisandro (f. 395 a. C.), comandante de la flota espartana que venció a los atenienses en la decisiva batalla de Egospótamos.
- Majavirá, fundador de la religión yainista (549 a. C.-477 a. C.).
- Milcíades el Joven, estratego, héroe de la Batalla de Maratón (h. 550-488 a. C.).
- Mirón, escultor griego (trabajó h. 480-440 a. C.).
- Nehemías, personaje bíblico, considerado autor del libro que lleva su nombre.
- Nicias, general y estadista de la antigua Atenas (470-413 a. C.).
- Pānini, gramático indio (c. 520-460 a. C.).
- Pausanias, rey de Esparta, comandante supremo del ejército griego en la batalla de Platea.
- Pericles, político griego (495-429).
- Píndaro, poeta griego (518-438 a. C.).
- Platón, filósofo griego (h. 427-347 a. C.).
- Policleto, escultor griego (siglo V y principios del siglo IV a. C.).
- Sócrates, filósofo griego (470-399 a. C.).
- Sófocles, dramaturgo griego (496-406 a. C.).
- Tucídides, historiador y militar ateniense (h. 460-396 a. C.).
- Zenón de Elea, filósofo eleata (h. 490-430 a. C.).